# 垣添忠生

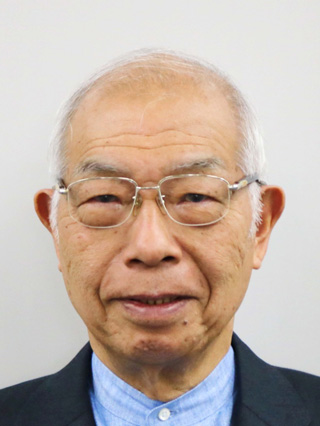
日本学士院より公表された肖像

垣添 忠生（かきぞえ ただお、1941年4月10日 - ）は、日本の医学者、医師。専攻は泌尿器科学。学位は、医学博士（東京大学・1980年）。国立がんセンター名誉総長。大阪市住吉区出身。

## 略歴
- 桐朋高等学校卒業
- 1967年 東京大学医学部医学科卒業
- 1980年1月 東京大学より医学博士の学位を授与される。
学位論文「N-butyl-N-(4-hydroxybutyl)nitrosamineによるラット膀胱発癌初期過程における膀胱上皮のconcanavalin Aによる凝集性について」
- 1987年6月　国立がんセンター病院手術部長
- 1989年4月　国立がんセンター病院病棟部長
- 1989年5月　国立がんセンター病院第一病棟部長
- 1990年4月　国立がんセンター病院副院長
- 1992年1月　国立がんセンター病院長
- 1992年7月　国立がんセンター中央病院長
- 2002年4月　国立がんセンター総長
- 2007年3月　定年退職
- 2007年4月　国立がんセンター名誉総長の称号を受ける
- 2014年4月　公益財団法人医用原子力技術研究振興財団　理事長

## 受賞・栄典
- 国立がんセンター 田宮賞（1980年）
- 高松宮妃癌研究基金学術賞（1984年度）
- 日本医師会医学賞（2005年度）

「尿路移行上皮がんの多発性に関する生物学的特性の解析にもとづく、膀胱全摘除術後も尿道から自然排尿可能な手術法の開発」
- 文部科学大臣表彰 科学技術賞（研究部門）（2007年）

「膀胱全摘術後も尿道から自然排尿が可能な手術法の研究」
- 日本癌学会 長與又郎賞（2007年）
- 瑞宝重光章（2013年）[2]

## 学会および社会における活動
- 日本学士院会員[1]
- 日本学術会議会員
- 日本VR医学会理事
- 日本癌治療学会名誉会員
- 日本がん転移学会功労会員
- 日本禁煙学会理事
- 日本禁煙科学会顧問
- 日本コンピュータ外科学会名誉会員
- 日本緩和医療学会監事
- 日本口腔ケア学会 相談役[3]
- 公益財団法人日本対がん協会会長
- 財団法人がん研究振興財団理事
- 財団法人高松宮妃癌研究基金学術委員（2004年-）
- 財団法人日本国際医学協会顧問
- 財団法人佐々木研究所理事
- 財団法人日本法制学会理事
- 財団法人骨髄移植推進財団理事
- 財団法人加藤記念バイオサイエンス研究振興財団理事
- 英文誌 Japanese Journal of Clinical Oncology 編集長

## 著書

### 一般書
- 『前立腺がんで死なないために』読売新聞社、1998年、2005年
- 『がんと人間』杉村隆、長尾美奈子と共著、岩波新書、岩波書店、1997年
- 『空と水の間に――奥日光をめぐる十五章』朝日新聞社、2003年
- 『患者さんと家族のためのがんの最新医療』岩波書店、2004年
- 『がん手術これだけは、事前に知っておきたい—国立がんセンター手術部長が教える』ニュートンプレス、2004年
- 『がんを防ぐ』主婦の友社、2006年
- 『妻を看取る日 国立がんセンター名誉総長の喪失と再生の記録』新潮社、2009年　文庫　2012年

※『妻を看取る日』は実際、NHK-BShiにて放送された。放送日:2010年12月17日午後8時より午後9時30分の1時間30分間

### 医学書
- 『がん研究・がん対策における情報システムの基礎と臨床—厚生省がん研究助成金によるシンポジウム 第15回』協和企画通信、1992年
- 『がんの予後因子』協和企画通信、2000年
- 『新癌の外科-手術手技シリーズ 1 乳癌』メジカルビュー社、2001年
- 『新癌の外科-手術手技シリーズ 2 泌尿器癌』メジカルビュー社、2001年
- 『新癌の外科-手術手技シリーズ 3 胃癌』メジカルビュー社、2002年
- 『新癌の外科-手術手技シリーズ 4 大腸癌』メジカルビュー社、2002年
- 『新癌の外科-手術手技シリーズ 5 食道癌』メジカルビュー社、2002年
- 『新癌の外科-手術手技シリーズ 6 膵癌・胆道癌』メジカルビュー社、2003年
- 『新癌の外科-手術手技シリーズ 7 肝癌』メジカルビュー社、2003年
- 『新癌の外科-手術手技シリーズ 8 頭頸部癌』メジカルビュー社、2003年
- 『新癌の外科-手術手技シリーズ 9 肺癌』メジカルビュー社、2005年
- 『がん診療ガイドライン—がん診療に携わるすべての医師の到達目標』メヂカルフレンド社、2005年
- 『腫瘍外科の基本手技』メジカルビュー社、2008年

## 出演
- Changeの瞬間 〜がんサバイバーストーリー〜 （2020年5月3日・10日・10月18日・2022年6月5日、朝日放送ラジオ）[4]
- こころの時代「医師と禅僧 生と死をめぐる対話」（2023年9月17日、NHK Eテレ）[5]